# Homodotis megaspilata
Homodotis megaspilata là một loài bướm đêm trong họ Geometridae.